# Bernhard Kothe
Bernhard Kothe (* 12. Mai 1821 in Gröbnig bei Leobschütz; † 27. Juli 1897 in Breslau) war ein deutscher Komponist, Kirchenmusiker, Musikpädagoge und -historiker.

## Leben
Kothe studierte am Königlichen Institut für Kirchenmusik in Berlin und war Schüler von Adolf Bernhard Marx. 1851 wurde er Kirchenmusikdirektor in Oppeln. Von 1869 bis 1896 war er Seminarmusiklehrer in Breslau. Dort gründete er den Cäcilienverein für katholische Kirchenmusik und veröffentlichte Musica sacra, eine Sammlung von geistlichen Kompositionen für Männerchor. Weiterhin komponierte er Präludien für die Orgel und Motetten und veröffentlichte ein Gesangslehrbuch (Gesanglehre für höhere und mittlere Lehranstalten), ein Vademecum für Klavierspieler (1880) und eine Praktische Orgelschule (erschienen um 1900). Er verfasste mehrere musikhistorische Schriften: Die Musik in der katholischen Kirche (1862), Abriss der Musikgeschichte (1874, in 8. Auflage 1908) und Führer durch die Orgelliteratur (mit Theophil Forchhammer, 1890, Neuauflage und Erweiterung 1909 durch Otto Burkert).